# Клаудія Голдін
Клаудія Голдін (англ. Claudia Goldin; нар. 14 травня 1946, Бронкс, Нью-Йорк, США) — американська економістка, історикиня економіки й фахівчиня з економіки праці, а також з гендерних питань. Докторка філософії (1972), професор Гарвардського університету і співробітниця Національного бюро економічних досліджень. Інколи згадується серед десяти найвпливовіших економісток у світі.

## Біографія
З ранніх років хотіла стати вченою. Навчалася в Bronx High School of Science. В 1967 році закінчила Корнелльський університет зі ступенем бакалавра економіки з відзнакою з усіх предметів, в 1969 році здобула магістерський ступінь з економіки у Чиказькому університеті, і в 1972 році там же — ступінь доктора філософії з економіки. Її наставниками були Alfred E. Kahn, Гері Беккер (нобелівський лауреат 1992 року) і Роберт Фогель (нобелівський лауреат 1993 року).
В 1971—1973 роках асистентка-професорка економіки університету Вісконсин у Медісоні. В 1973—1979 роках асистентка-професорка економіки Принстонського університету і в 1987—1988 роках там запрошена дійсна членкиня. В 1982—1983 роках членкиня Інституту перспективних досліджень. З 1979 року асоційована, в 1985—1990 роках професорка економіки Пенсильванського університету, в 1983—1984 роках директорка тамтешньої аспірантури. А з 1990 року, стала першою жінкою-економісткою в постійному штаті (як і у Пенсильванському університеті) як іменна професорка (Henry Lee Professor) економіки Гарвардського університету; в 1975—1976 роках там запрошена лектора економіки. В 1993—1994 роках запрошена дійсна членкиня інституту Брукінгса, в 1997—1998 роках запрошена вчена Фонду Рассела, в 2005—2006 роках запрошена співробітниця Інституту перспективних досліджень Редкліффа. Директорка Програми розвитку американської економіки (протягом 28 років до 2017 року) і асоційована співробітниця Національного бюро економічних досліджень.

## Нагороди та визнання
- 1987—88: Грант Ґуґґенгайма;
- 1988: віцепрезидентка Асоціації економічної історії[en];
- 1990: премія Річарда Лестера за видатні книги з економіки праці і трудових відносин (за книгу «Розуміння гендерного розриву»);
- 1990-91: віцепрезидентка Американської економічної асоціації;
- 1991: членкиня Економетричного товариства;
- 1992: Членкиня Американської академії мистецтв і наук;
- 1994: почесна Doctor of Humane Letters[en] університету Небраски[en];
- 1996—2003: Spencer Foundation[en], Major Research Grants;
- 1999: Bogen Visiting Professor of Economics, Єврейський університет в Єрусалимі;
- 1999—2000: президентка Асоціації економічної історії[en];
- 2000: Professional Achievement Citation Чиказького університету;
- 2002: Marshall Lecturer Кембриджа;
- 2005: членкиня Товариства економіки праці;
- 2006: членкиня Американської академії політичних і соціальних наук[en];
- 2006: членкиня Національної академії наук США[8];
- 2008: премія Р. Р. Гокінгс[en] від Асоціації американських видавців[en];
- 2009: премія Річарда Лестера за видатні книги з економіки праці і трудових відносин (за книгу «Гонка між освітою і технологією»);
- 2009: приз Мінсера від Товариства економіки праці[de] за кар'єрні досягнення з економіки праці;
- 2009: приз Джона Коммонса від почесного товариства Омікрон Дельта Епсілон[en] за кар'єрні досягнення;
- 2010: членкиня товариства кліометрики;
- 2011: почесна докторка honoris causa Лундського університету;
- 2013: президентка Американської економічної асоціації;
- 2015: членкиня Американського філософського товариства[9];
- 2016: премія з економіки праці[en] від Інституту економіки праці[en] за видатні наукові досягнення в галузі економіки праці;
- 2017: Lindahl Lectures[10];
- 2018: BBVA Foundation Frontiers of Knowledge Awards;
- 2020: Clarivate Citation Laureates;
- премія Неммерса з економіки[11];
- 2023: премія з економіки пам'яті Альфреда Нобеля[12]

## Доробок
- Women Working Longer/ ed. C.D.Goldin, L.F. Katz — Chicago IL: University of Chicago Press, 2017
- Goldin C. D., Olivetti C. Shocking Labor Supply: A Reassessment of the Role of World War II on U.S. Women's Labor Supply [Архівовано 10 Жовтня 2020 у Wayback Machine.], NBER Working Papers 18676, 2013
- Goldin C. D., Katz L. F. The Race between Education and Technology — Cambridge, MA: The Belknap Press of Harvard University Press, 2008
- Corruption and Reform: Lessons from America's History/ ed. Goldin C.D., Glaeser E.L. — Chicago, IL: University of Chicago Press, 2006
- The Defining Moment: The Great Depression and the American Economy in the Twentieth Century/ ed. M.Bordo, Goldin C.D., White E. — Chicago, IL: University of Chicago Press, 1998
- The Regulated Economy: A Historical Approach to Political Economy/ ed. Goldin C.D., Libecap G. — Chicago, IL: University of Chicago Press, 1994
- Strategic Factors in Nineteenth Century American Economic History/ ed. Goldin C.D., Rockoff H. — Chicago, IL: University of Chicago Press, 1992
- Goldin C. D. Understanding the Gender Gap: An Economic History of American Women — New York: Oxford University Press, 1990
- Goldin C. D. Urban Slavery in the American South, 1820 to 1860: A Quantitative History — Chicago, IL: University of Chicago Press, 1976
- Goldin C. D. The economics of emancipation [Архівовано 4 Листопада 2020 у Wayback Machine.]//Journal of Economic History 33(1), 1973, pp. 66-85
- Goldin C. D. The Economist as Detective // [Архівовано 15 Серпня 2021 у Wayback Machine.] Passion and Craft: Economists at Work. / ed. Szenberg M. — Ann Arbor: University of Michigan Press, 1998. ISBN 978-0-472-09685-5 (автобиография)